# Юрген Мозер
Юрген Курт Мозер (4 липня 1928 — 17 грудня 1999) — німецько-американський математик, відомий працями в галузі гамільтонових динамічних систем та диференціальних рівнянь у частинних похідних.

## Життєпис
Мати Мозера Ільза Штрельке — племінниця скрипаля та композитора Луї Шпора. Його батько — невропатолог Курт Е. Мозер (21 липня 1895 — 25 червня 1982), який народився в сім'ї торговця Макса Майнка (1870—1911) і Клари Мозер (1860—1934). Останні походять від французьких іммігрантів-гугенотів XVII століття до Пруссії. Батьки жили в Кенігсберзі (Німецька імперія), і переселилися в Штральзунд (Східна Німеччина) внаслідок Другої світової війни.
Відвідував Вільгельмівську гімназію у своєму рідному місті, середню школу з вивченням математики та природничих наук, яку 1880 року закінчив Давид Гільберт. Його старший брат Фрідріх Роберт Ернст (Фрідель) Мозер (31 серпня 1925 — 14 січня 1945) служив у німецькій армії і загинув у Шлосберзі під час Східно-Прусської операції.
10 вересня 1955 року Мозер одружився з біологинею, докторкою Гертрудою Курант (дочкою Ріхарда Куранта, онукою Карла Рунге та правнукою Еміля Дюбуа-Реймона), і 1960 року переїхав на постійне місце проживання у Нью-Рошелл (Нью-Йорк), розпочав працювати в Нью-Йорку. 1980 року переїхав до Швейцарії, де жив у Шверценбаху поблизу Цюриха. Був учасником Академічного оркестру Цюріха. Завдяки музичним традиціям родини, де батько грав на скрипці, а мати — на фортепіано, Мозер з дитинства грав на фортепіано та віолончелі, виконуючи камерну музику. Протягом усього життя був астрономом-аматором. 1988 року під час відвідування IMPA в Ріо-де-Жанейро, зайнявся парапланеризмом.

## Робота
1952 року закінчив Геттінгенський університет, де навчався у Франца Релліха, та здобув ступінь доктора природничих наук. Після захисту дисертації потрапив під вплив Карла Людвіга Зігеля, з яким став співавтором другого та значно розширеного англомовного видання монографії з небесної механіки. Провівши 1953 рік в Інституті Куранта Нью-Йоркського університету як стипендіат Фулбрайта, 1955 року емігрував до США, де 1959 року став громадянином. Став професором Массачусетського технологічного інституту, а пізніше — Нью-Йоркського університету. У 1967—1970 роках був директором Інституту Куранта. 1970 року відхилив пропозицію кафедри в Інституті перспективних досліджень у Принстоні. Після 1980 року працював у Федеральній вищій технічній школі Цюриха (ФВТШ), де 1995 року став почесним професором. У 1984—1995 роках був директором (у перші два роки ділячи посаду з Арманом Борелем) НДІ математики (нім. Forschungsinstitut für Mathematik) при ФВТШ, де змінив Бено Екмана. Керував перебудовою математичного факультету ФВТШ. Протягом 1983—1986 років був президентом Міжнародного математичного союзу.

## Дослідження
1967 року Ніл Трудінгер визначив нове вкладення функціонального простору, яке можна розглядати як граничний випадок теореми про вкладення Соболєва. Мозер знайшов точну сталу в нерівності Трудінгера, з відповідним результатом, який часто називають нерівністю Мозера — Трудінгера.

### Еліптичні та параболічні рівняння в частинних похідних
Наприкінці 1950-х років Енніо Де Джорджі та Джон Неш, незалежно один від одного, відкрили фундаментальну еліптичну теорію регулярності для загальних еліптичних і параболічних диференціальних рівнянь другого порядку в часткових похідних, у яких (на відміну від оцінок Шаудера) не передбачається диференційованості чи безперервності коефіцієнтів. У 1960-х роках Мозер визначив новий підхід до їхньої основної теорії регулярності, запровадивши техніку ітерації Мозера. Він розробив її як для еліптичних, так і для параболічних задач, і, крім відновлення результатів Де Джорджі та Неша, зміг використати для доведення нової нерівності Гарнака. У його оригінальній роботі ключову роль зіграло розширення леми Джона — Ніренберга. Пізніше Енріко Бомб'єрі знайшов аргумент, який дав змогу уникнути цієї леми в еліптичному випадку, який Мозер зміг адаптувати до параболічного випадку. Сукупність цих результатів регулярності часто відома як теорія Де Джорджі — Неша — Мозера, хоча оригінальні результати належать виключно Де Джорджі та Нешу.

### Диференціальна геометрія
1965 року Мозер знайшов нові результати, які показують, що будь-які дві форми об'єму на замкнутому многовиді пов'язані одна з одною масштабуванням і відтягуванням дифеоморфізмом, так що геометрично загальний об'єм є єдиним інваріантом форми об'єму. Він зміг застосувати ті самі методи до симплектичних форм, тим самим довівши, що когомологічне сімейство симплектичних форм пов'язане між собоою дифеоморфізмами: це також відомо як теорема стабільності Мозера. Мозер також проаналізував випадок многовидів з межею, хоча його аргумент був помилковим. Пізніше, разом із Бернаром Дакороньєю, Мозер повністю проаналізував граничний випадок.
Мозер також зробив ранній внесок у задачу про задану скалярну кривину, показавши, що в будь-якому конформному класі ріманових метрик на проєктивній площині кожна функція, крім недодатних, виникає як скалярна кривина. Попередній аналіз нерівності Мозера — Трудінгера, зроблений Мозером, був важливим для цієї роботи, підкреслюючи геометричне значення оптимальних сталих у функціональних нерівностях.
Дослідження Анрі Пуанкаре та Елі Картана на початку XX століття прояснили двовимірну геометрію Коші — Рімана, розглядаючи тривимірні гіперповерхні гладких чотиривимірних многовидів, які також мають комплексну структуру. Вони ідентифікували локальні інваріанти, що розрізняють дві такі структури, аналогічно попереднім роботам, які ідентифікували тензор кривини Рімана та його коваріантні похідні як фундаментальні інваріанти ріманової метрики. Разом із Шіінг-Шен Черном Мозер розширив результат Пуанкаре та Картана до довільних вимірів. Їхня праця мала значний вплив на геометрію Коші — Рімана.

## Учні
Учнями Мозера були Марк Адлер із Брандейського університету, Едвард Белбруно, Чарлз Конлі (1933—1984), Говард Якобовиць із Рутґерського університету та Пол Рабиновиць з Університету Вісконсину.

## Нагороди та відзнаки
Мозер першим здобув премію Джорджа Девіда Біркгофа за внесок у теорію гамільтонових динамічних систем 1968 року, медаль Джеймса Крейга Вотсона за внесок у динамічну астрономію 1969 року, медаль Брауера Королівського голландського математичного товариства 1984 року, медаль Кантора від Німецького математичного товариства 1992 року та премію Вольфа за працю зі стабільності гамільтонових систем і нелінійних диференціальних рівнянь 1995 року. 1973 року його обрано членом Національної академії наук, був членом-кореспондентом багатьох іноземних академій, зокрема, Лондонського математичного товариства та Академії наук і літератури в Майнці 1995 року. Тричі його запрошували доповідачем на чотирирічний Міжнародний конгрес математиків, а саме в Стокгольмі (1962) у секції прикладної математики, у Гельсінкі (1978) у секції комплексного аналізу та пленарним доповідачем у Берліні (1998). 1990 року здобув почесні докторські ступені Рурського університету та Університету імені П'єра і Марії Кюрі в Парижі. 2000 року Товариство з промислової та прикладної математики заснувало лекційну премію на його честь.

## Основні публікації
Статті
- Moser, Jürgen (1960). A new proof of De Giorgi's theorem concerning the regularity problem for elliptic differential equations. Communications on Pure and Applied Mathematics. 13 (3): 457—468. doi:10.1002/cpa.3160130308. MR 0170091. Zbl 0111.09301.
- Moser, Jürgen (1961). A new technique for the construction of solutions of nonlinear differential equations. Proceedings of the National Academy of Sciences of the United States of America. 47 (11): 1824—1831. Bibcode:1961PNAS...47.1824M. doi:10.1073/pnas.47.11.1824. MR 0132859. PMC 223219. PMID 16590902. Zbl 0104.30503.
- Moser, Jürgen (1961). On Harnack's theorem for elliptic differential equations. Communications on Pure and Applied Mathematics. 14 (3): 577—591. doi:10.1002/cpa.3160140329. MR 0159138. Zbl 0111.09302.
- Moser, J. (1962). On invariant curves of area-preserving mappings of an annulus. Nachrichten der Akademie der Wissenschaften zu Göttingen. II. Mathematisch–Physikalische Klasse: 1—20. MR 0147741. Zbl 0107.29301.

Moser, J. (2001). Remark on the paper: On invariant curves of area-preserving mappings of an annulus. Regular and Chaotic Dynamics. 6 (3): 337—338. doi:10.1070/RD2001v006n03ABEH000181. MR 1860151. Zbl 0992.37053.
- Moser, Jürgen (1964). A Harnack inequality for parabolic differential equations. Communications on Pure and Applied Mathematics. 17 (1): 101—134. doi:10.1002/cpa.3160170106. MR 0159139. Zbl 0149.06902.
- Moser, Jürgen (1965). On the volume elements on a manifold. Transactions of the American Mathematical Society. 120 (2): 286—294. doi:10.1090/S0002-9947-1965-0182927-5. MR 0182927. Zbl 0141.19407.
- Moser, Jürgen (1966). A rapidly convergent iteration method and non-linear partial differential equations. I. Annali della Scuola Normale Superiore di Pisa. Classe di Scienze. Serie III. 20 (2): 265—315. MR 0199523. Zbl 0144.18202.
- Moser, Jürgen (1966). A rapidly convergent iteration method and non-linear differential equations. II. Annali della Scuola Normale Superiore di Pisa. Classe di Scienze. Serie III. 20 (3): 499—535. MR 0206461. Zbl 0144.18202.
- Moser, J. (1971). A sharp form of an inequality by N. Trudinger. Indiana University Mathematics Journal. 20 (11): 1077—1092. doi:10.1512/iumj.1971.20.20101. MR 0301504. Zbl 0213.13001.
- Moser, J. (1971). On a pointwise estimate for parabolic differential equations. Communications on Pure and Applied Mathematics. 24 (5): 727—740. doi:10.1002/cpa.3160240507. MR 0288405. Zbl 0227.35016.
- Moser, J. (1973). On a nonlinear problem in differential geometry. У Peixoto, M. M. (ред.). Dynamical systems. Symposium held at the University of Bahia, Salvador, Brazil, July 26–August 14, 1971. New York: Academic Press. с. 273—280. doi:10.1016/B978-0-12-550350-1.50026-6. MR 0339258. Zbl 0275.53027.
- Chern, S. S.; Moser, J. K. (1974). Real hypersurfaces in complex manifolds. Acta Mathematica. 133: 219—271. doi:10.1007/BF02392146. MR 0425155. Zbl 0302.32015.
- Dacorogna, Bernard; Moser, Jürgen (1990). On a partial differential equation involving the Jacobian determinant. Annales de l'Institut Henri Poincaré. C. Analyse Non Linéaire. 7 (1): 1—26. Bibcode:1990AIHPC...7....1D. doi:10.1016/s0294-1449(16)30307-9. MR 1046081. Zbl 0707.35041.

Книги
- Moser, Jürgen K. (1968). Lectures on Hamiltonian systems. Memoirs of the American Mathematical Society. Т. 81. Providence, RI: American Mathematical Society. doi:10.1090/memo/0081. MR 0230498. Zbl 1415.00008.
- Siegel, Carl Ludwig; Moser, Jürgen K. (1971). Lectures on celestial mechanics. Die Grundlehren der mathematischen Wissenschaften. Т. 187. Переклад: Kalme, Charles I. New York–Heidelberg: Springer-Verlag. doi:10.1007/978-3-642-87284-6. ISBN 978-3-540-58656-2. MR 0502448. Zbl 0312.70017.
- Moser, Jürgen (1973). Stable and random motions in dynamical systems. With special emphasis on celestial mechanics. Annals of Mathematics Studies. Т. 77. Princeton, NJ: Princeton University Press. doi:10.1515/9781400882694. ISBN 9781400882694. MR 0442980. Zbl 0271.70009.
- Moser, Jürgen; Zehnder, Eduard J. (2005). Notes on dynamical systems. Courant Lecture Notes in Mathematics. Т. 12. Providence, RI: American Mathematical Society. doi:10.1090/cln/012. ISBN 0-8218-3577-7. MR 2189486. Zbl 1087.37001.